# Polstead Heath
Polstead Heath är en by (hamlet) i Polstead, Babergh, Suffolk, England. Den har 3 kulturmärkta byggnader, inklusive Spencer's Farmhouse, The Orchards och White House Farmhouse.